# 三宅孝太郎
三宅 孝太郎（みやけ こうたろう、1937年3月7日 - ）は、日本の作家。
大阪府堺市生まれ。早稲田大学第一文学部卒業。1984年『夕映え河岸』でオール讀物新人賞受賞。

## 著書
- 大芝居地獄草紙 小説・鶴屋南北 三一書房 1994.4
- 安国寺恵瓊 毛利の参謀といわれた智僧　1997.11 (PHP文庫)
- 開港ゲーム 2002.5 (小学館文庫)
- 世渡る橋 小田原合戦秘抄 学陽書房 2002.6
- 「悪女」はこうして生まれた 2003.3 (ちくま新書)
- 戦国茶闘伝 天下を制したのは、名物茶道具だった 洋泉社 2004.5 (新書y)
- 天皇家はこうして続いてきた 2006.2 (ベスト新書)
- 竹中半兵衛 学陽書房 2008.5 (人物文庫)
- 「秀吉の首」はどこに消えたか ベストセラーズ 2008.12
- 北条綱成 学陽書房 2010.2 (人物文庫)

## 参考
- http://bookweb.kinokuniya.co.jp/htm/4313752579.html